# Belladonna (atriz)
Belladonna, nome artístico de Michelle Anne Sinclair (Biloxi (Mississippi) em 21 de maio de 1981), é uma ex-atriz pornográfica, diretora e produtora norte-americana. Em alguns de seus filmes é também creditada como Bella e Bella Donna. Considerada a Rainha do sexo anal, uma das melhores atrizes que fizeram uma dupla e tripla penetração anal.

## Biografia
Michelle Anne Sinclair nasceu em Biloxi no Mississippi, a segunda de oito crianças. Ela cresceu em uma família Mórmon. Apesar do rigor da religião, Belladonna disse que ela cresceu em um ambiente caótico. Ela descreve vários incidentes que ocorreram ao longo de sua infância e adolescência. Ela roubou o carro de seu pai uma vez, levando à sua prisão, e teve um punk rocker vivendo em sua casa aos 14 anos. A família tinha raízes alemãs, escocesas e indianas Cherokees. Ela experimentou seu primeiro beijo aos 12 anos, obteve sua primeira tatuagem com 13 anos, teve relações sexuais pela primeira vez aos 14 anos, e experimentou sexo anal pela primeira vez com 16 anos. Sinclair abandonou a escola e saiu da casa de seus pais aos 15 anos. Ela também ficou em Utah por período de sua vida. Antes de sua carreira na pornografia, ela trabalhou para 7-Eleven, Victoria's Secret, Sears e Subway. Ela foi anteriormente contratada com pelo ator pornô e ex-namorado Nacho Vidal. Em 11 de abril de 2004, casou-se com Aiden Kelly em Las Vegas, Nevada. Ela teve uma filha, Myla Kelly, que nasceu em janeiro de 2005.
Seus interesses incluem Pilates, yoga, jardinagem, filmes, cantar, jogos de vídeo, aquários, cozinhar, viajar e atividades ao ar livre.

## Carreira
Sua introdução à indústria adulta surgiu quando um agente veio a Utah para ver uma de suas amigas, que apresentou a ela. No dia seguinte, ela voou para Los Angeles com a intenção de ingressar na indústria. Antes de iniciar sua carreira pornô ela estava dançando em um clube de Utah. O pseudônimo "Belladonna" veio em parte de uma amiga em Utah chamada Bella. Mais tarde, um agente sugeriu o nome artístico de Bella Donna que significa "Mulher Bonita" em italiano. Sua motivação para ingressar na indústria de filmes adultos era principalmente financeira.
Sua carreira começou em meados de 1999 e 2000 quando tinha 18 anos. Seu primeiro filme foi Real Sex Magazine 31. Realizou uma cena de sexo anal em seu primeiro filme, e ela também foi obrigada a urinar em seu parceiro de cena. Um de seus primeiros filmes apresentou Sinclair em uma cena de Sexo grupal com doze homens, encenado em uma prisão. Nessa cena, ela foi sufocada, esbofeteada e verbalmente abusada e muitas vezes parecia estar à beira das lágrimas. Ela já apareceu em mais de 300 filmes adultos.
Em 2002 ela apareceu no multi premiado BDSM temático Fashionistas. Seu diretor John Stagliano descreveu-a como "Uma mulher com as habilidades sexuais as mais incríveis que eu já vi". Bem como Stagliano tem sido dirigida frequentemente por Nacho Vidal, Jules Jordan e Rocco Siffredi. Em 2003 assinou um contrato com a Sineplex, para quem ela também dirigiu.
Em 2003 fundou sua companhia, a Belladonna Entertainment, que se tornou uma das maiores produtoras de filmes adultos do mundo.

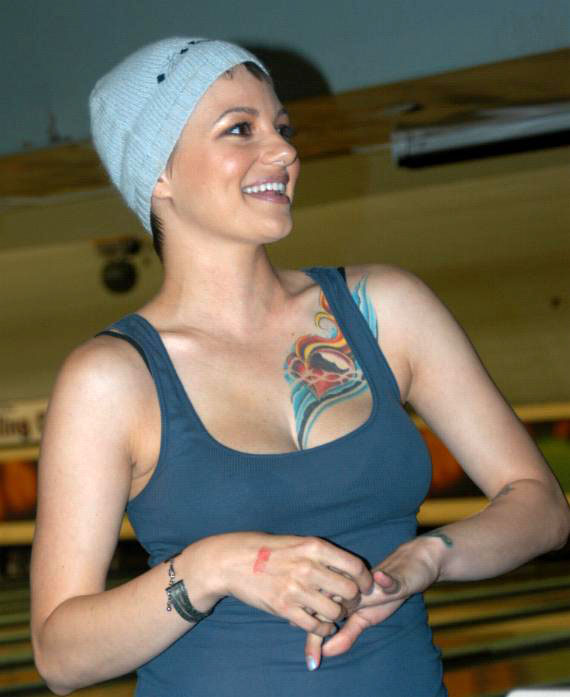
Bella em 2005

## Filmografia parcial
- Anal Addicts # 5
- Anal Trainer # 4
- Anal University # 10
- Ass Worship # 1, # 2
- Azz Fest
- Barely Legal # 5, # 50
- Belladonna's Fuck Me (2005)
- Black Cravings # 2
- Black Dicks In White Chicks # 2
- Chocolate Oral Delights
- Cock Smokers # 40
- Gang Bang Girl # 29
- Gangbang Auditions # 6
- Lewd Conduct # 7
- Lex Steele XXX # 2
- Service Animals # 6, # 7
- Sodomania # 38
- Submissive Little Sluts # 10
- Weapons Of Ass Destruction
- Whack Attack # 11, # 17
- Fucking Girls # 1, # 2, # 3, # 4, #5, #6
- Do Not Disturb
- Fetish Fanatic # 1, # 2, # 3, # 4, # 5
- No Warning # 1, # 2, # 3
- Evil Pink # 2
- Cock Happy
- Manhandled, # 1, # 2

The best of beladona* The Best of... Vol. # 1
- Dari Meat # 1
- Butthole Whores
- Evil Pink # 1
- The ConnASSeur
- My Ass Is Haunted # 1
- iODiNEGiRLv

## Prêmios e Indicações

### AVN (Adult Video News)
- 2009: Premio AVN melhor cena lésbica com Jesse Jane, pelo filme Pirates II: Stagnetti’s Revenge[3]
- 2009: Premio AVN a la mejor mejor actriz de reparto, pelo filme Pirates II: Stagnetti’s Revenge[3]
- 2009: Premio AVN melhor trio lésbico com Aiden Starr y Kimberly Kane, pelo filme Belladonna's Girl Train
- 2006: Melhor na Categoria "All-Girl Feature" - Belladonna's Fucking Girls - Belladonna Entertainment/Evil Angel
- 2004: Melhor na Categoria "Couples Sex Scene" - Video - Back 2 Evil - (ao lado de Nacho Vidal)
- 2003: Melhor Cena de Sexo Oral - Filme - The Fashionistas - (ao lado de Rocco Siffredi)
- 2003: Melhor Atriz Coadjuvante - Filme - The Fashionistas
- 2003: Melhor Performance Provocativa - The Fashionistas
- 2003: Melhor na Categoria "All-Girl Sex Scene" - Filme - The Fashionistas - (ao lado de Taylor St. Claire)

### XRCO (X-Rated Critics Organization
- 2005:  Melhor na categoria "Girl/Girl Movie" - Belladonna's Fucking Girls (Belladonna/Evil Angel)
- 2004: Indicada na Categoria "Orgasmic Oralist"
- 2004: Indicada na Categoria "Girl/Girl" - Bella Loves Jenna - Vivid Entertainment Group - (ao lado de Jenna Jameson)
- 2004: Indicada na Categoria "Sex Scene, Couple" - Bella Loves Jenna - Club Jenna/Vivid Entertainment Group - (ao lado de Nacho Vidal)
- 2003: Indicada na Categoria "Mainstream's Adult Media Favorite" - Diane Sawyer TV Show; Sweeps Weeks Media Blitz
- 2003: Indicada na Categoria "Orgasmic Analist"
- 2003: Indicada na Categoria "Orgasmic Oralist"
- 2003: Indicada na Categoria Performance Feminina do Ano
- 2003: Indicada na Categoria "Sex Scene, Couple" - Back 2 Evil - Evil Angel - (ao lado de Nacho Vidal)
- 2002: Performance do Ano
- 2002: Melhor Atriz (Performance Solo) - The Fashionistas
- 2002: Melhor na Categoria "Orgasmic Analist"
- 2002: Melhor na Categoria "Girl-Girl Sex Scene" - The Fashionistas - (ao lado de Taylor St. Claire)